# معماری در افغانستان

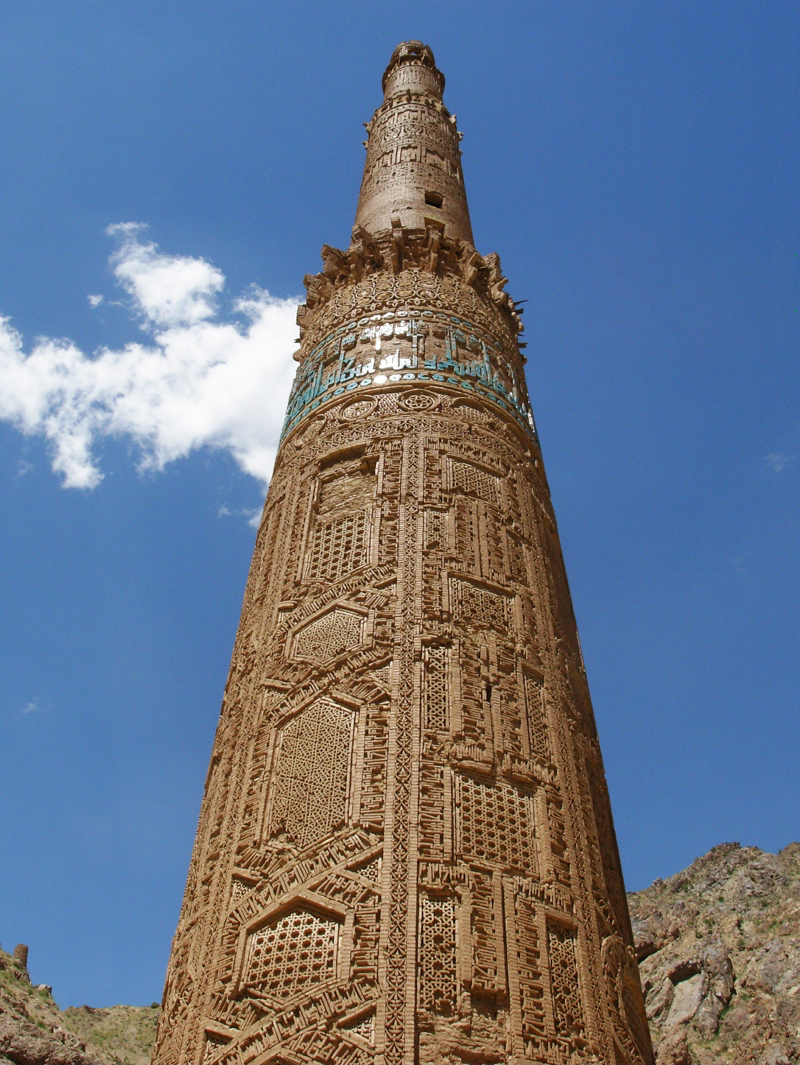
مناره غورید در جم

معماری افغانستان به معماری در مرزهای کشور مدرن کنونی گفته می‌شود، که از سال ۱۸۳۴ تقریباً بدون تغییر باقی مانده‌است. به عنوان ارتباط بین سه مرکز عمده فرهنگی و جغرافیایی چون آسیای میانه، شبه قاره هند و فلات ایران، مرزهای منطقه قبل از این زمان با پیشرفت سریع ارتش‌ها تغییر کرده و این سرزمین متعلق به طیف وسیعی از امپراطوری‌های گذشته بوده‌است.
تنوع تاریخ افغانستان گوناگونی را که در شیوه معماری و بقایای معماری این کشور وجود دارد، با تأثیرات مختلف از معماری یونان باستان تا معماری ایرانی و هندی تا چینی و اروپایی در قرن‌های اخیر، امکان‌پذیر می‌کند. طیفی از تأثیرات مذهبی در طول زمان نیز بازتاب داده شده‌است، و شواهدی در درجه اول از الهامات و ریشه‌های بودایی، زرتشتی و اسلامی را به نمایش گذاشته‌است.

## ریشه‌های معماری

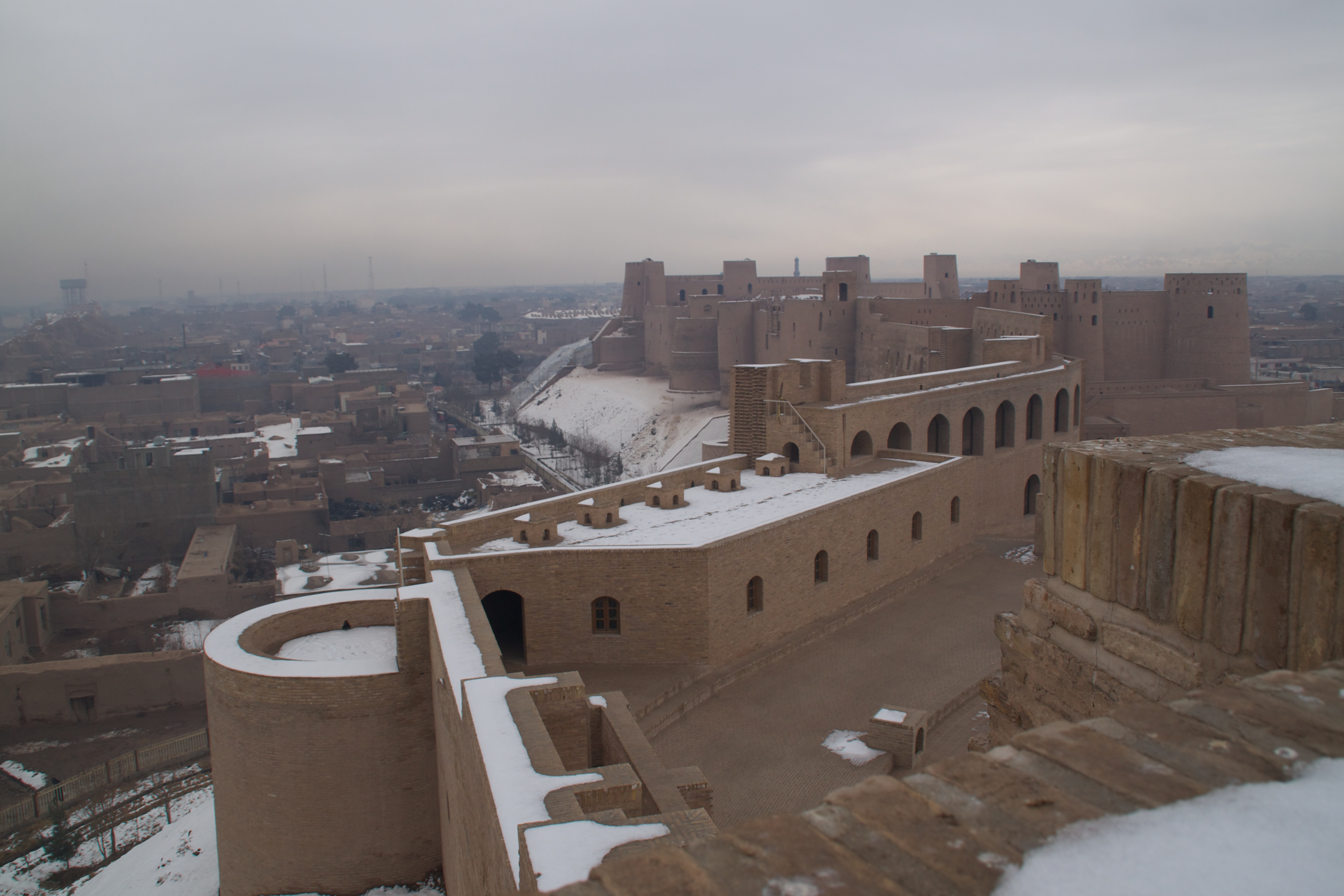
ارگ بزرگ هرات

با ظهور عصر آهن در آسیای میانه، اولین نشانه‌های برنامه‌ریزی مدور شهر مشهود است که از این نقطه در فلات ایران معمول است. شکل دایره ای به احتمال زیاد قصد دفاعی داشته‌است. بخش‌هایی از شهرهای بزرگ تاریخی مانند بلخ و قندهار شواهدی از باروها با پایه‌های مربوط به این دوره با مشخصه‌های خشت و گل و برج در فواصل منظم دارند. یک ارگ نیز معمولاً در مرکز این ساختارها قرار داشت، شواهدی که نشان می‌دهد این شهرک‌ها به عنوان مراکز اداری و بازار نیز فعالیت می‌کردند. این سنت معماری دفاعی از همان آغاز در بسیاری از آسیای میانه گسترش و حفظ شد.

### هلنیسم از غرب
به دنبال تسخیر اسکندر مقدونی در منطقه در قرن چهارم قبل از میلاد و پس از آن حکومت ژنرالهای سلوکی وی، تأثیرات هلنیستی ارتباطات قبلی موجود با غرب را تقویت کرد. این امر به ویژه در شمال منطقه مشهود بود، در حالی که حکومت موریان در جنوب ادامه داشت. اگرچه معابد شکل کلاسیک ایرانی خود را حفظ کرد، اما شواهدی از نقوش یونانی در تزئینات و چیدمان سازه‌ها وجود دارد که مجسمه‌ها مظهر اصلی هنر غربی هستند. یونانیان همچنین با معرفی آگورا ، یا میدان مرکز شهر، بر برنامه‌ریزی شهر تأثیر گذاشتند ، این سنت در حکومت بعدی تیموریان بیشتر توسعه یافت.

## معماری اولیه بودایی

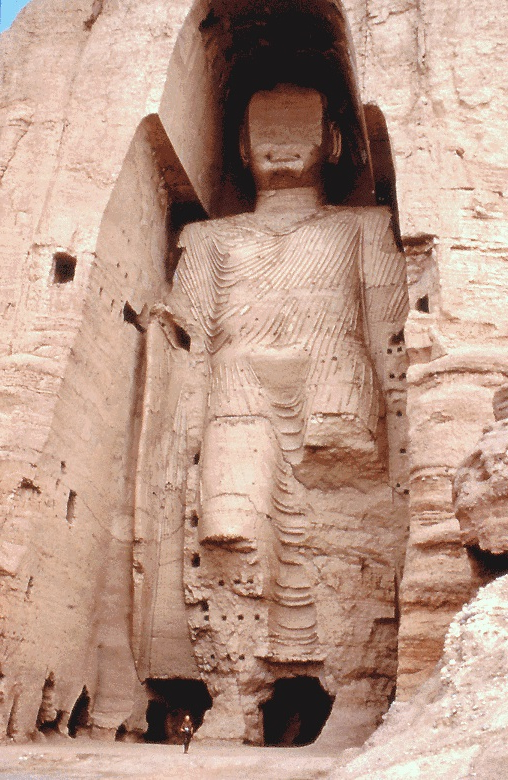
تندیس‌های بودا در بامیان

با تأسیس شاهنشاهی کوشانی مراکز سیاسی به وجود آمد، یکی از این مراکز در سرخ‌کوتل در افغانستان شناسایی شد که در اوج بودیسم در افغانستان ساخته شده‌است. در کاوش‌های انجام شده در این مکان مجموعه ای از پله‌های به یادماندنی نشان داده شده‌است که از معبدی کوشان به پایین دامنه می‌رود و اینها در نیمه اول قرن ۲ میلادی ساخته شده‌اند. آثار انجمن‌های زرتشتی در نمادهای جایگاه آتش مشهود است و در کنار ویژگی‌های معماری بودایی وجود دارد. ستون‌های هلنیستی و پایه‌های ستون در کنار سنگ آهک با کتیبه‌های حروف یونانی به زبان ناشناخته شاهدی بر نفوذ غرب است در حالی که تأثیرات ایرانیان نیز ممکن است در مفهوم یک مرکز دودمان بزرگ باشد.

## معماری اولیه اسلامی

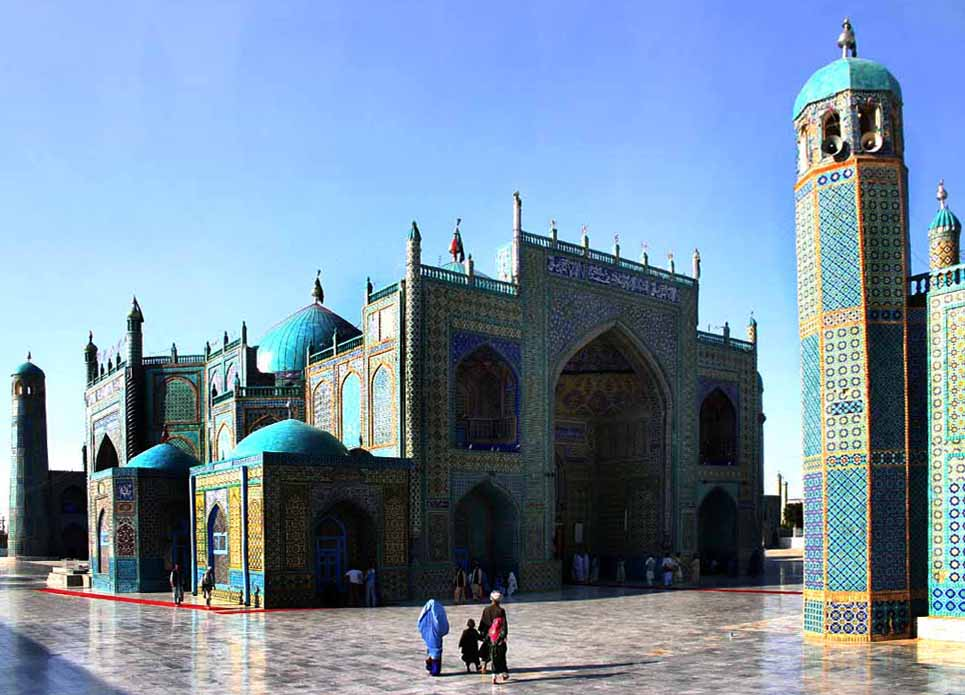
مسجد کبود، مزارشریف، دوره غوریان

گسترش اولیه اسلام به افغانستان در حدود قرن هشتم میلادی اتفاق افتاد و حکومت عباسی توسط صفاریان و بعداً سامانیان تا سال ۹۶۱ میلادی جانشین آن شد. به دنبال این مقطع زمانی افغانستان به عنوان مرکز تمدن اسلامی تحت امپراتوری غزنوی تأسیس شد که تا سال ۱۲۱۹ غوریان جانشین آنها شد.
مقبره یک بنای مهم اسلامی بود. در مزار شریف شواهدی از بنایی یادبود برای، چهارمین خلیفه سنی ساخته شده که امروزه همچنان یک مکان زیارتی بزرگ برای مسلمانان سنی در افغانستان است. شکل مقبره به‌طور معمول شامل یک اتاق مربع گنبدی شکل یا یک کوپولا مخروطی شکل در بالای برج است. ایوان ، یک درگاه ورودی تاق دار تزئینی است. ایوان از آسیای میانه قبل از اسلام سرچشمه گرفت و خود را در بسیاری از طرح‌های مقبره و مساجد با گسترش اسلامی، به ویژه در معماری دوره بعدی تیموریان نشان می دهد.
تأثیر قابل توجه فرهنگ غنی ایرانی در دوره‌های بعدی غزنوی و غورید قابل توجه است، کاشی‌ها به گونه ای مرتب شده بودند که کتیبه‌های تزئینی و تمام دیوارها را تشکیل می‌دادند، سنتی که بعداً در دوره تیموری بسیار گسترش یافت. مساجد عموماً بر اساس طرح چهار ایوان با محفظه گنبد مرکزی ساخته می‌شدند. قدیمی‌ترین بنای اسلامی در افغانستان یک مسجد مربع و نه گنبدی در بلخ است که توسط عباسیان در قرن نهم میلادی ساخته شده‌است.

## آموزش معماری معاصر

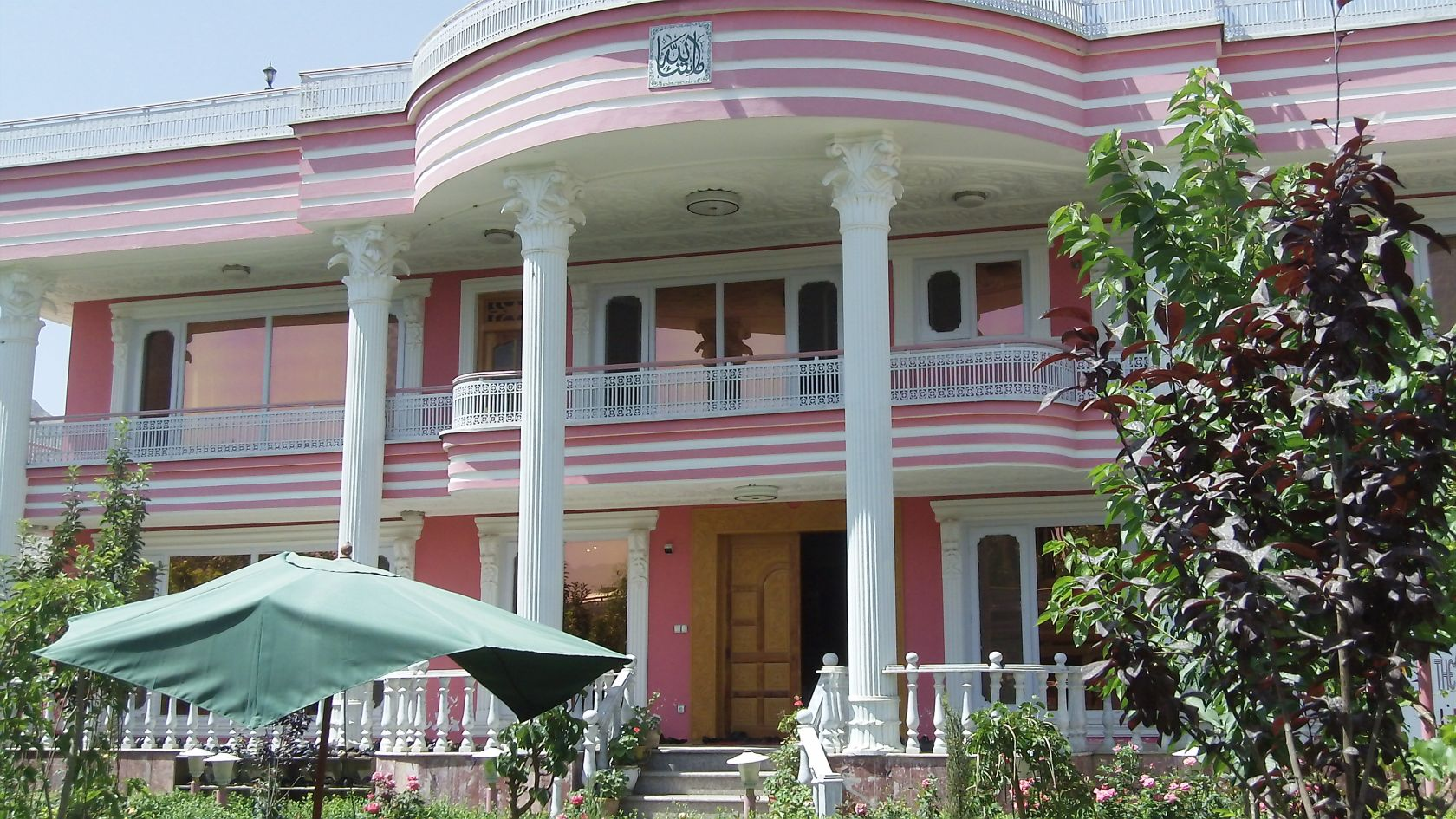
خانه‌ای با سبک معماری معاصر در افغانستان

در سال ۲۰۰۷، کالج مهندسی، فناوری و معماری دانشگاه هارتفورد بودجه ای را برای ایجاد یک برنامه معماری و جوان سازی برنامه مهندسی در دانشگاه هرات دریافت کرد. ین امر همچنین منجر به تمرکز محدود بر مرمت و نگهداری تاریخی می‌شود که در این برنامه همراه با دوره‌های مربوط به سنگ‌تراشی و معماری اسلامی در دانشگاه هرات گنجانده شده‌است.